# Église Saint-Jean de Joigny
Pour les articles homonymes, voir Église Saint-Jean.
L'église Saint-Jean est un édifice religieux catholique français, situé à Joigny, dans l'Yonne.

## Localisation
L'église est située à Joigny, sur la place Saint-Jean, dans la ville haute.

## Historique
L'église, dédiée à saint Jean-Baptiste, date du XIIIe siècle. Elle est située en haut de la ville à côté du château des Gondi. Ses plus anciens vestiges sont les colonnes engagées de la travée du chœur. Elle est reconstruite vers 1490, après que la ville eut été ravagée par la guerre de Cent Ans, mais l'incendie de 1530, qui détruit une grande partie de la ville, l'endommage gravement. Les travaux se poursuivent de 1548 à 1596 sous la direction de Jean Chéreau. Le style gothique est respecté dans les parties basses, mais le haut de l'église est refait en style Renaissance, comme le faux triforium et les verrières du haut. La voûte en berceau surbaissé est remarquable et représente des motifs de broderies de jardin.
L'église a été fréquentée par saint Vincent de Paul, lorsqu'il séjourna à Joigny, comme précepteur des enfants du comte de Joigny, seigneur de Gondi.
L'édifice est classé au titre des monuments historiques en 1913.

## L'intérieur de l'église
- Le tombeau de la comtesse Aélis de Joigny est un exemple unique de tombeau complet du début XIIIe siècle avec gisant et cuve, décoré de figures sculptées, dont une allégorie de l'insouciance.
- Une mise au tombeau du XVIe siècle - provenant de l'église de Folleville, dans la Somme - avec saint Jean entourant de ses bras la Vierge Marie les mains jointes. Classée aux monuments historiques en 1992.
- Le tombeau de pierre du XIIIe siècle d'une comtesse de Joigny, en forme d'autel plein, est composé d'un sarcophage rectangulaire sur un socle fleuri d'églantier. Il est classé monument historique au titre d'objet en 1992.
- Un groupe sculpté de sept personnages, datant du premier quart du XVIe siècle, abritant quatre petits personnages en pied, deux hommes et deux femmes en costume du XIIIe siècle. À l'extrémité, du côté de la tête, une admirable petite figure d'homme monté dans un arbre, au pied duquel se trouvent deux reptiles. La statue est couchée, les mains jointes, les pieds posant sur un chien. Classé Monuments historiques en 1992.
- Une Vierge à l'Enfant, statue du XVIe siècle de pierre peinte, est classée monument historique au titre d'objet en 1992.
- Un banc d'œuvre au dossier en bois taillé du XVIIIe siècle, est classé monument historique au titre objet en 1992.

## L'orgue de tribune
L'agrandissement de l'orgue en orgue symphonique a lieu en 1864 par le facteur d'orgue avallonnais Paul Chazelle (inauguration réalisée par Édouard Batiste). En 1884 a lieu une nouvelle inauguration par Henri Dallier à la suite d'une restauration menée par les établissements Merklin. En 1930, André Marchal effectue une nouvelle inauguration à la suite des travaux du facteur d'orgue Bossier. En 2011, un relevage est effectué : le concert d'inauguration à la suite de cette restauration est effectué par Pierre Pincemaille en septembre 2011,. D'autres travaux étant nécessaires, une souscription est lancée en 2016. Une nouvelle inauguration à la suite de ces travaux a lieu le 22 juin 2018 par François-Henri Houbart.
La partie instrumentale et le buffet de l'orgue sont classés monument historique le 5 décembre 1960.

## Illustrations

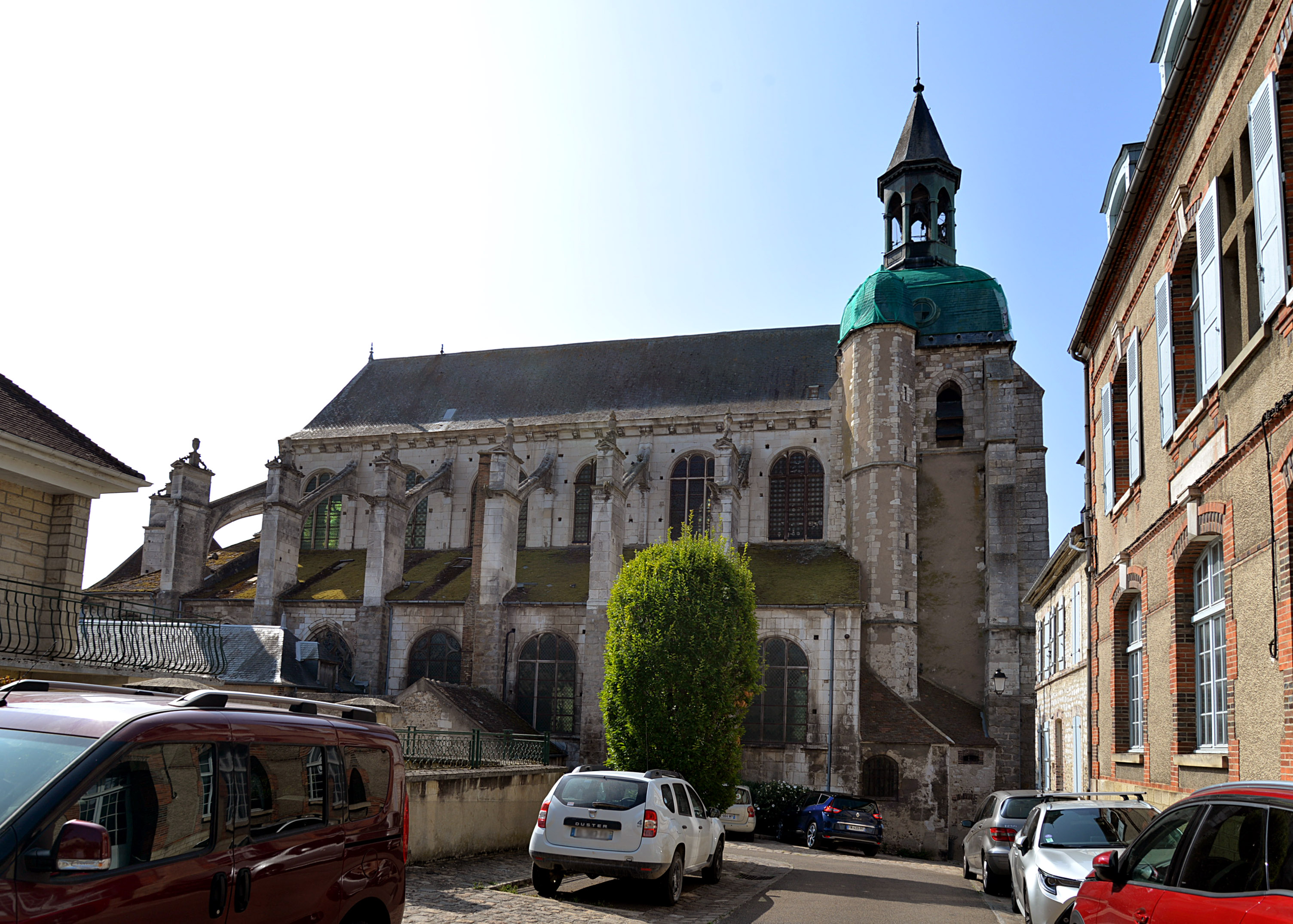
Vue côté nord de l'église.
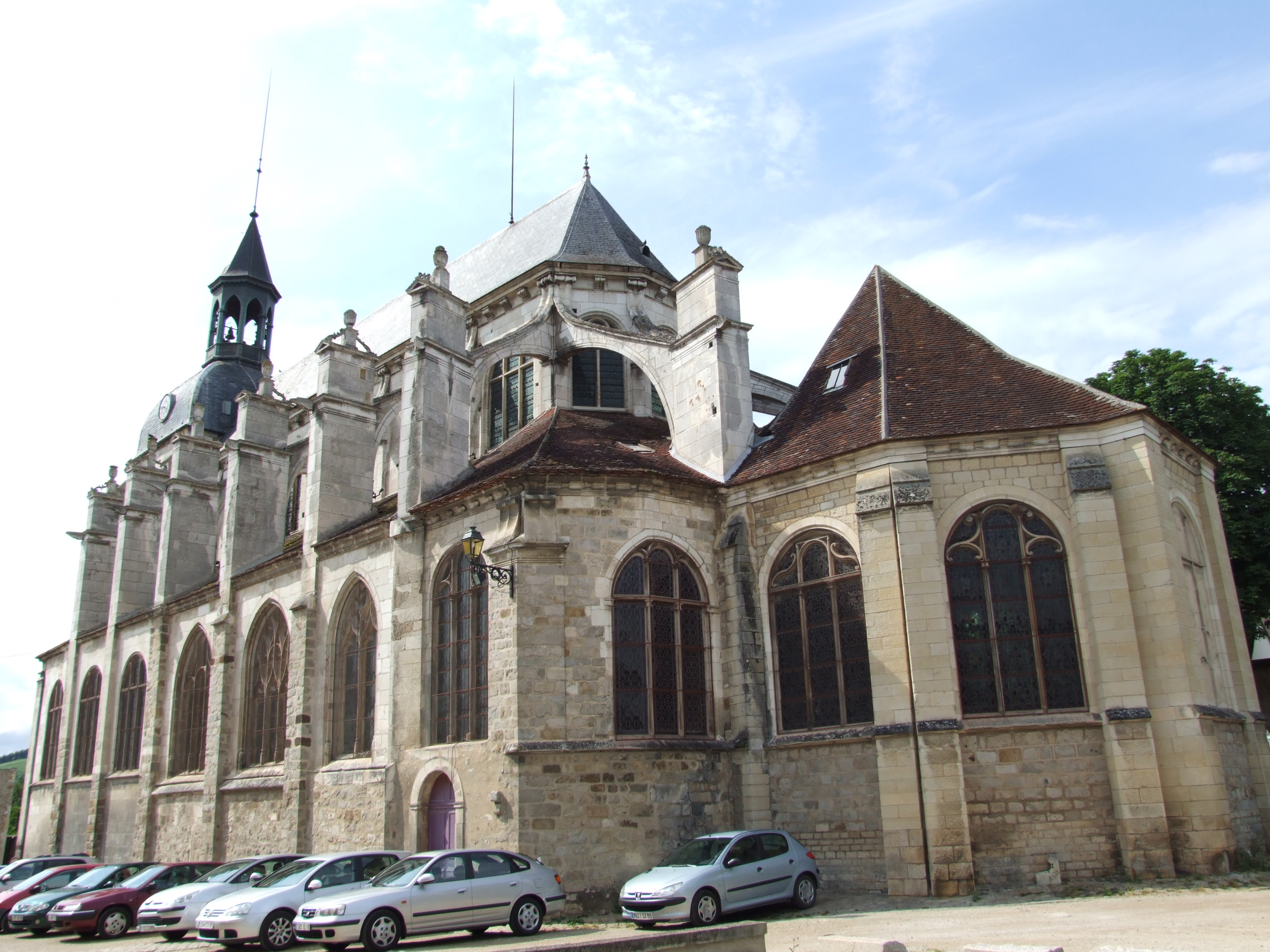
Le chevet de l'église
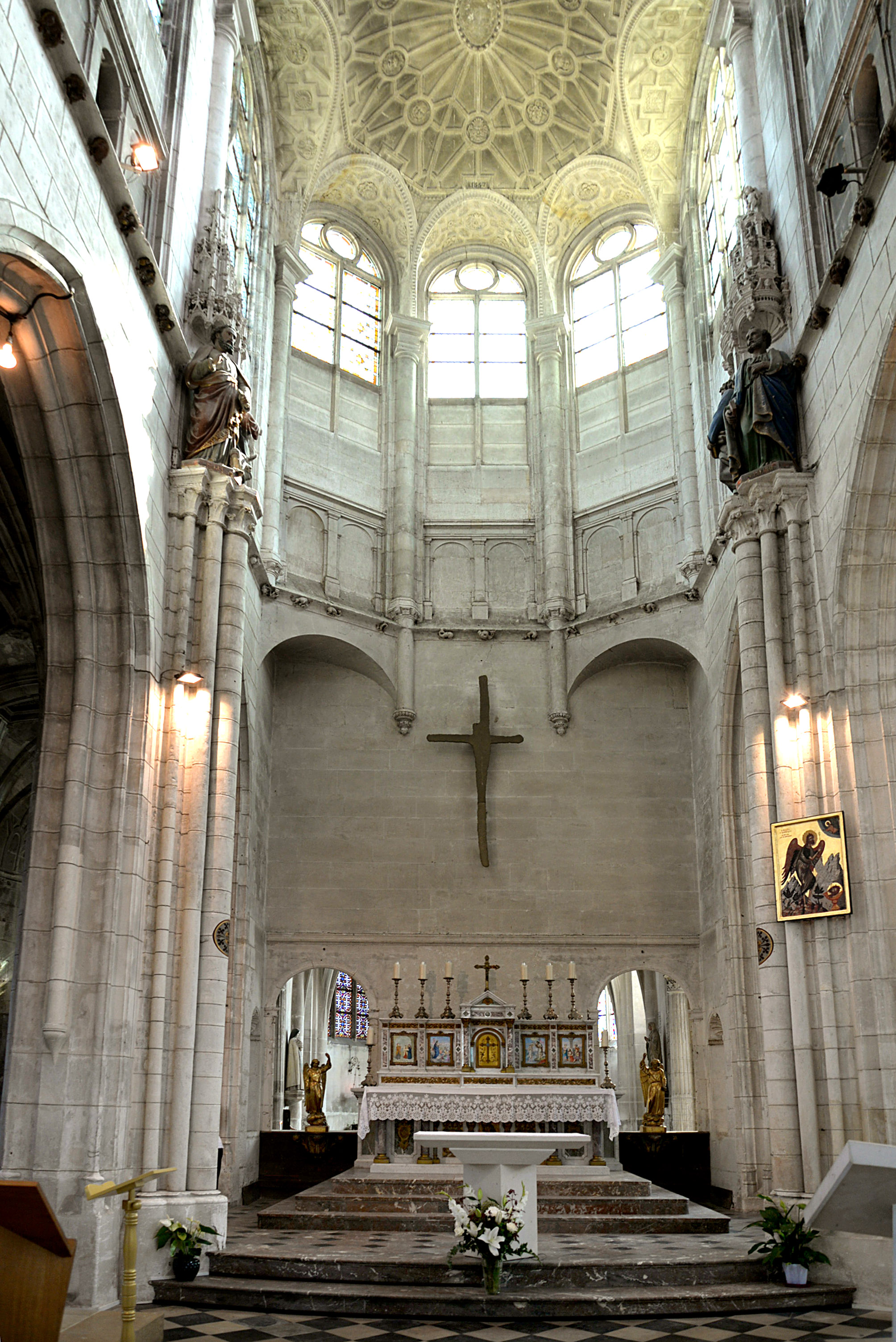
Le chœur de l'église.
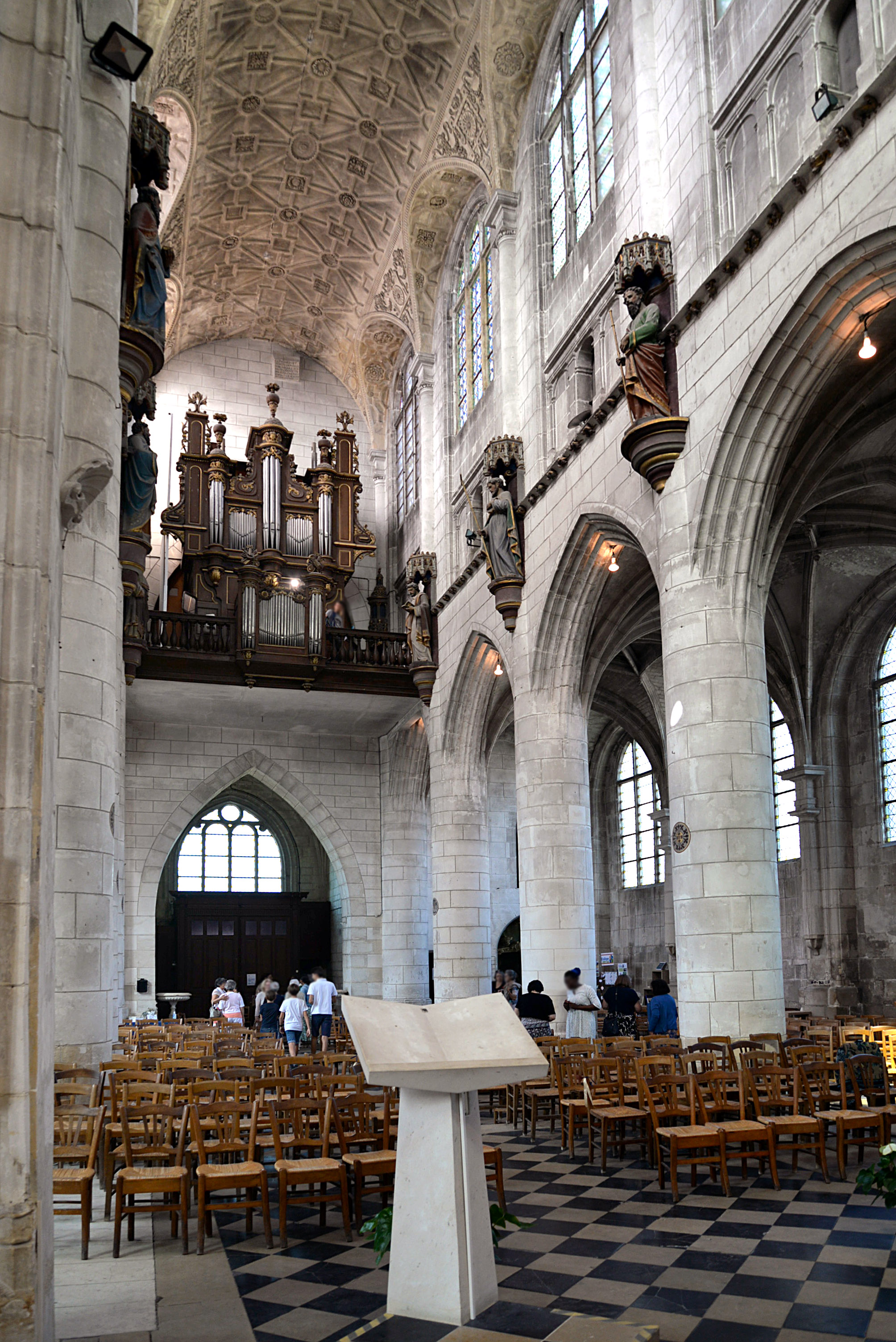
La nef de l'église.
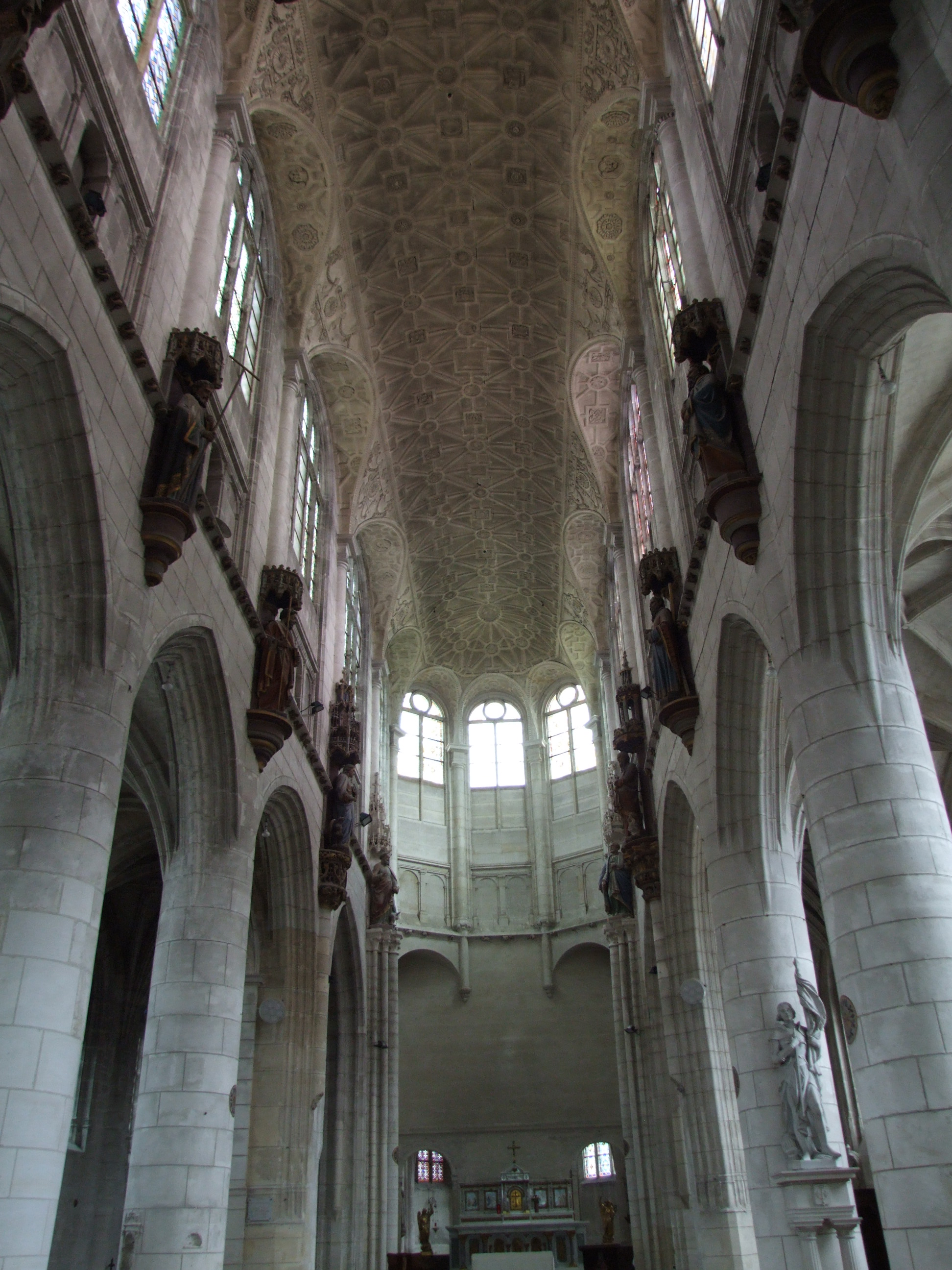
Les voûtes du XVIe siècle
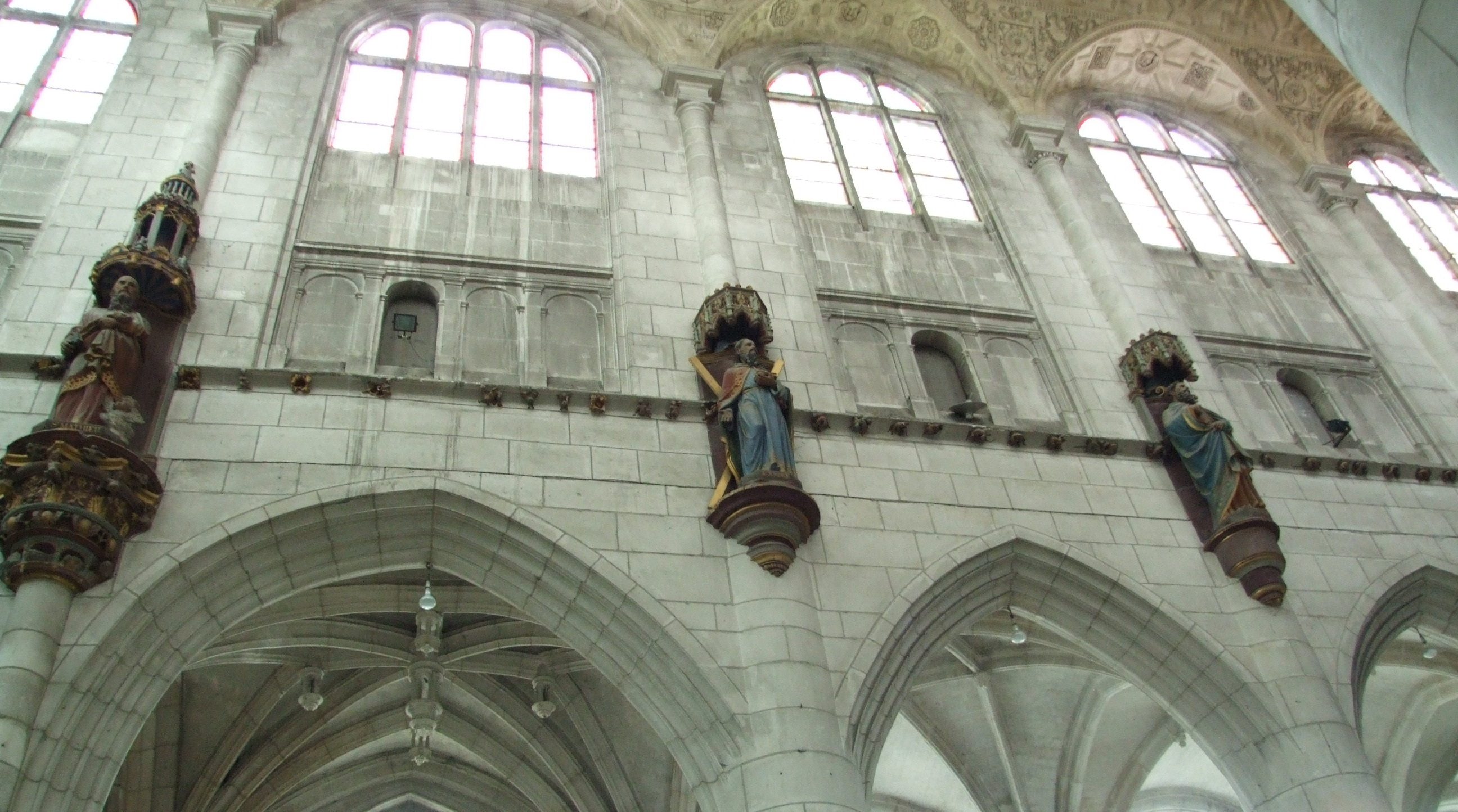
Détail des verrières
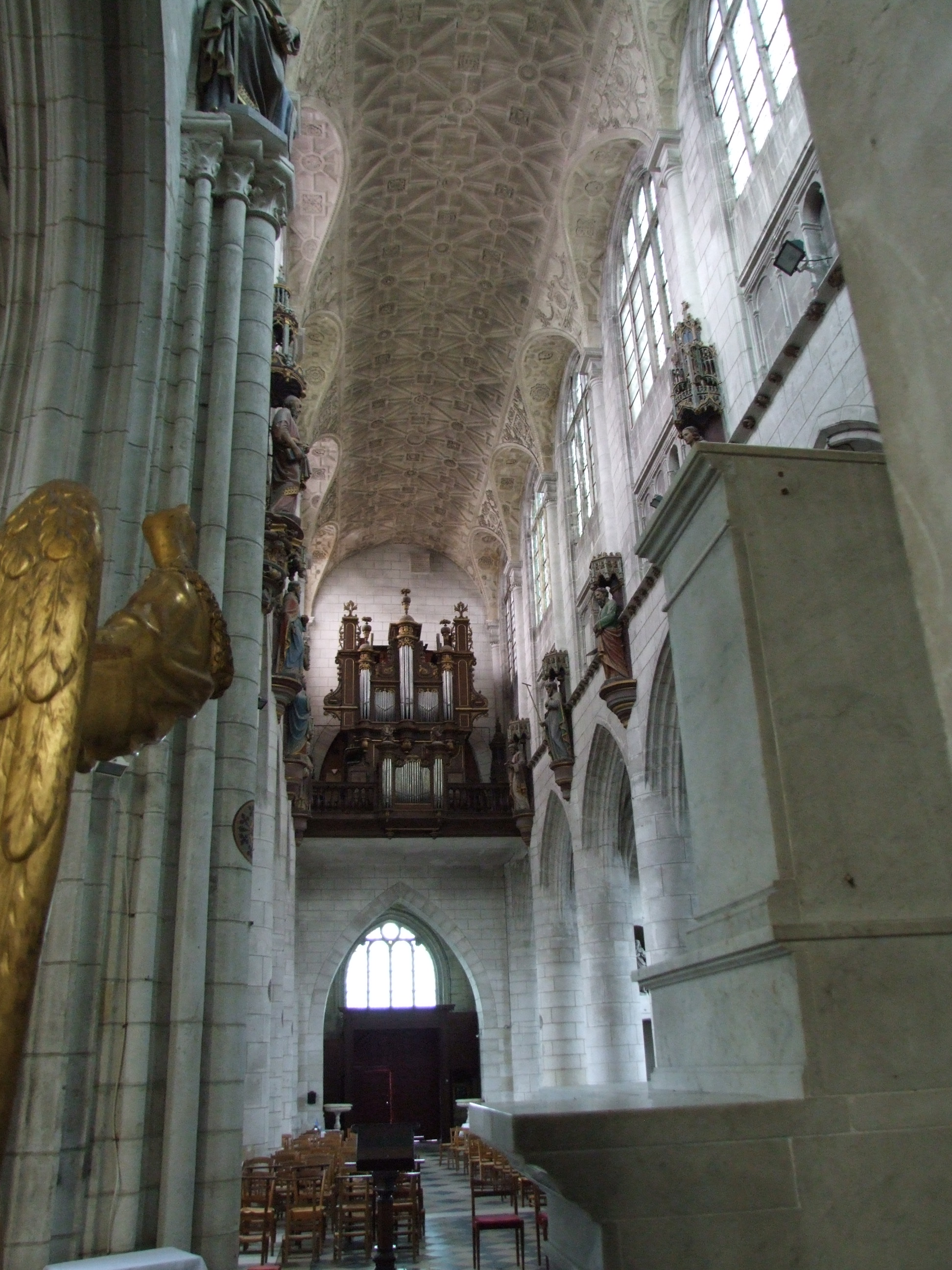
Une vue de l'orgue
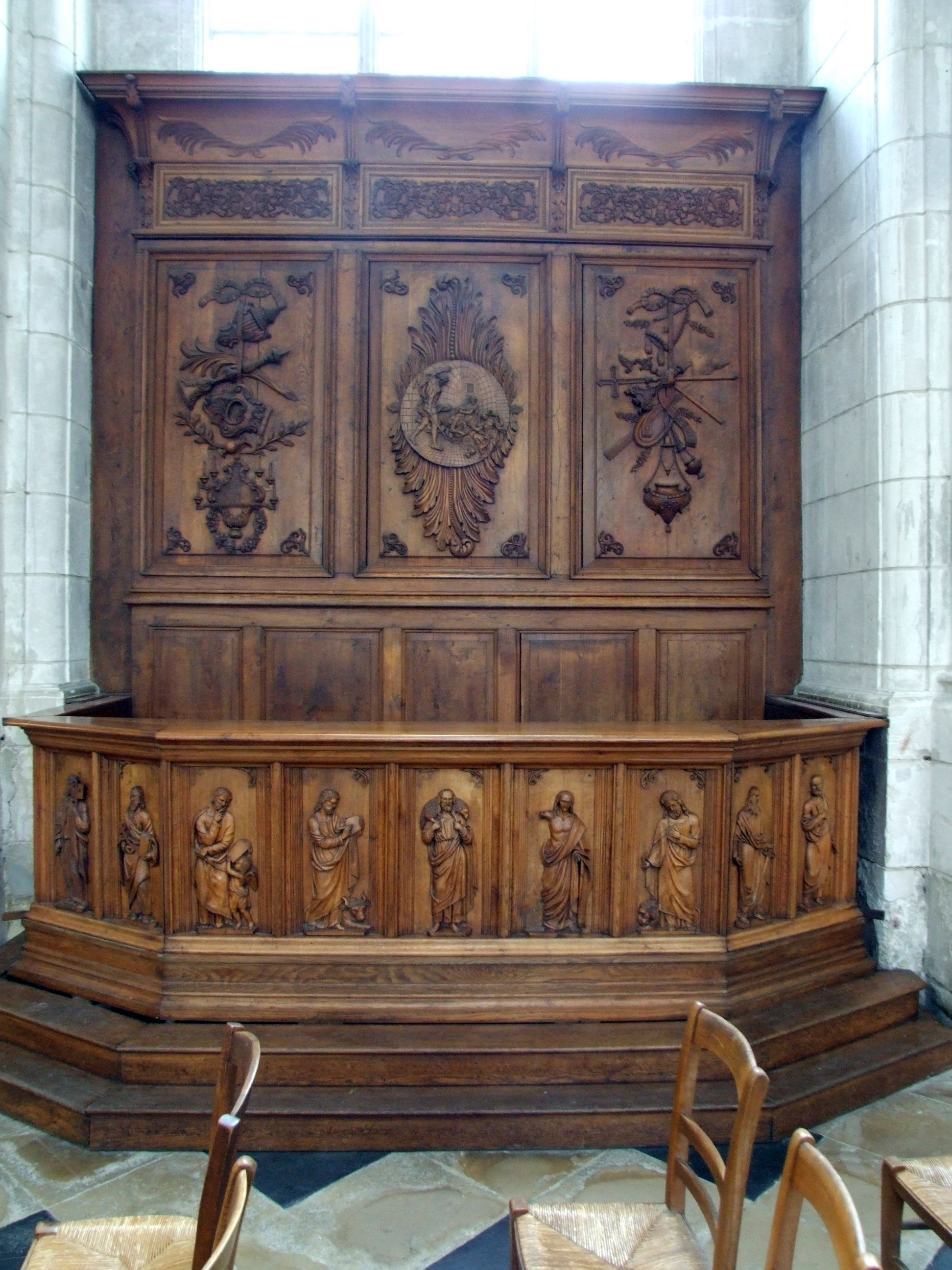
Le banc d'œuvre
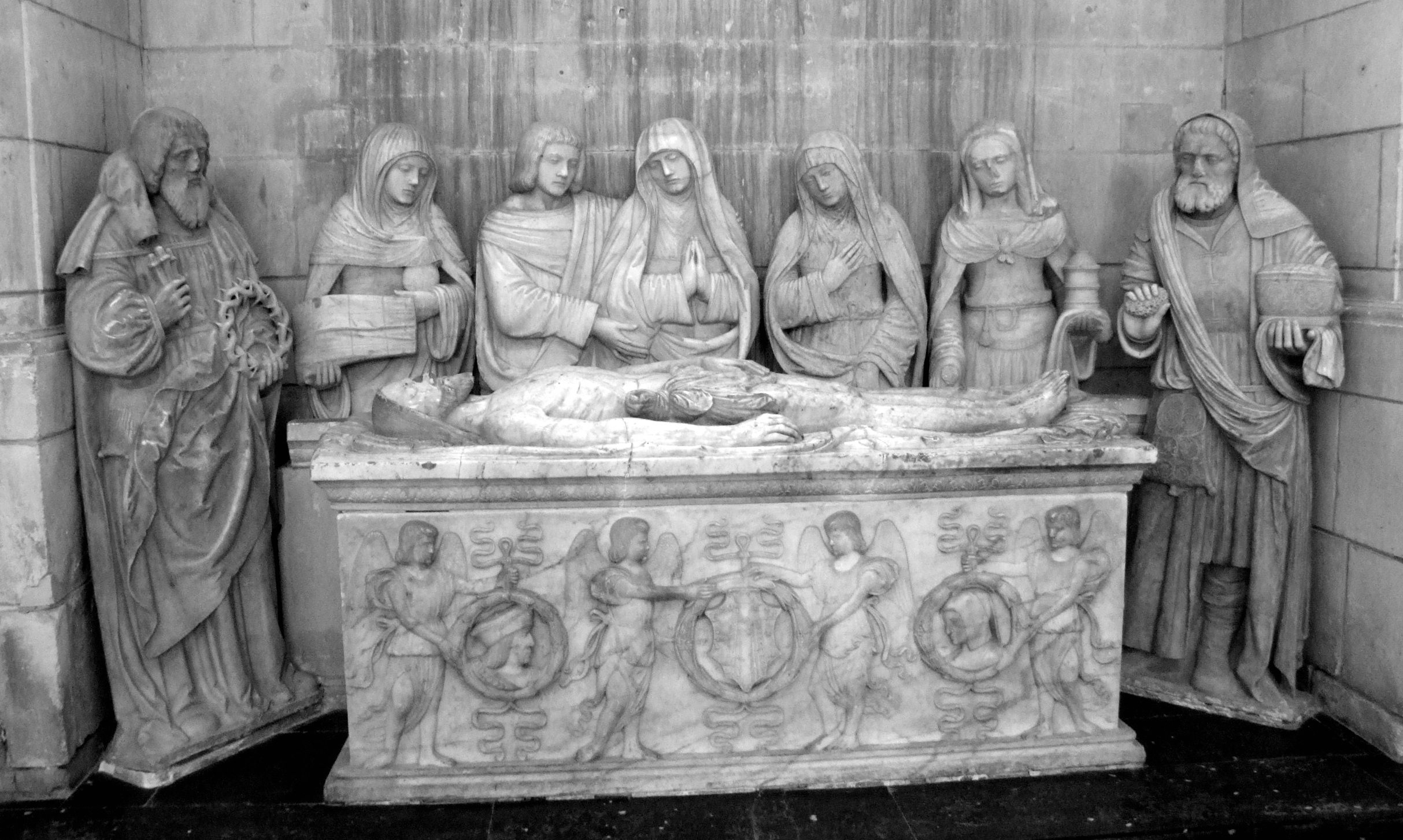
La mise au tombeau
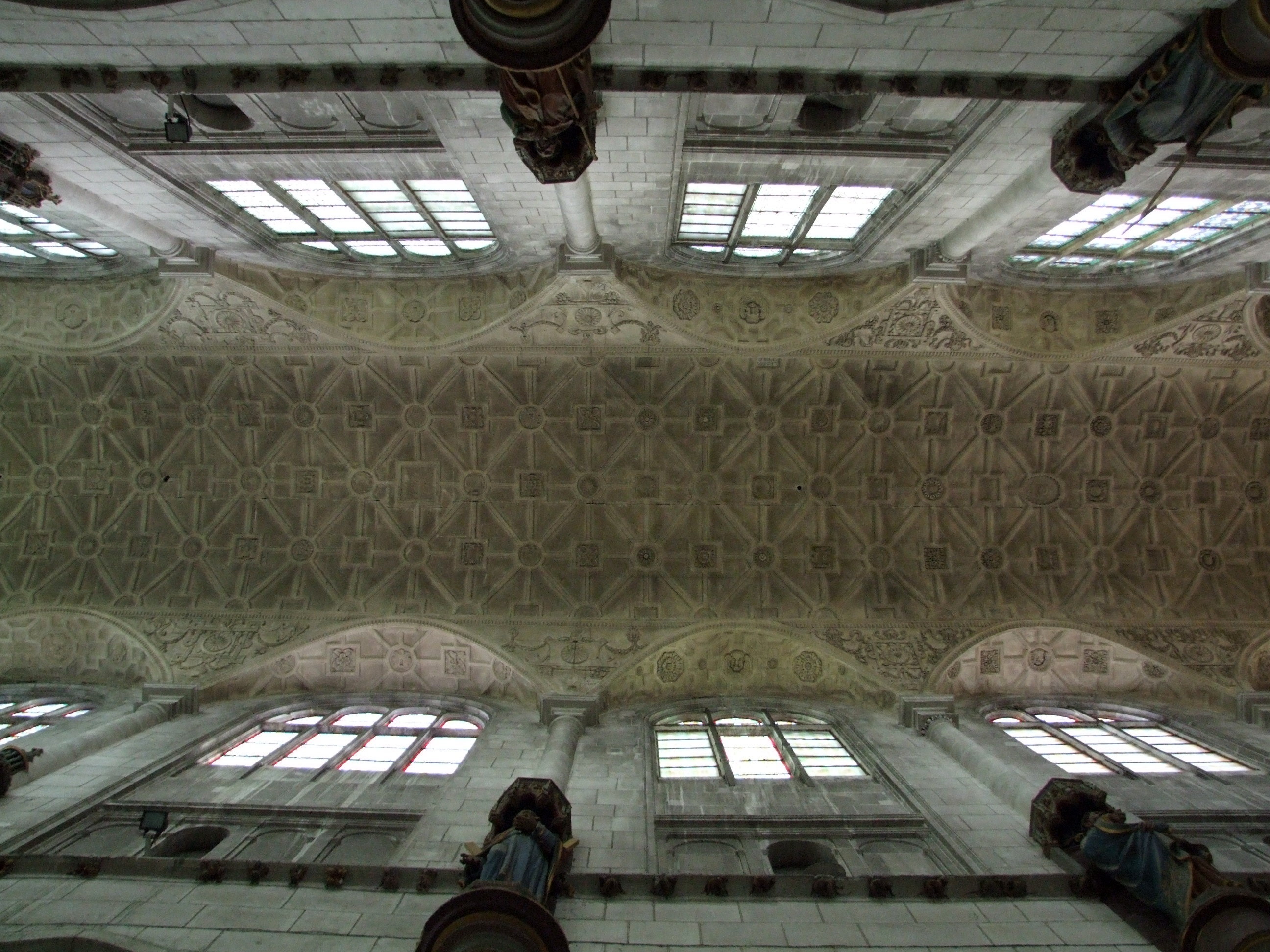
La voûte à berceau en lunette